# Mah-Jongg
Mah-Jongg (anhörenⓘ), auch Mahjongg oder Mahjong (chinesisch 麻將 / 麻将, Pinyin májiàng, Jyutping maa4zoeng3 anhörenⓘ; kantonesisch 麻雀,  máquè, Jyutping maa4zoek3 – „Sperlingsvögel“ anhörenⓘ; hist. 麻雀牌,  máquèpái, Jyutping maa4zoek3paai4*2 – „Sperlingsspiel“) genannt, ist ein chinesisches Spiel für vier Personen.

## Geschichte
| Bambus Eins |

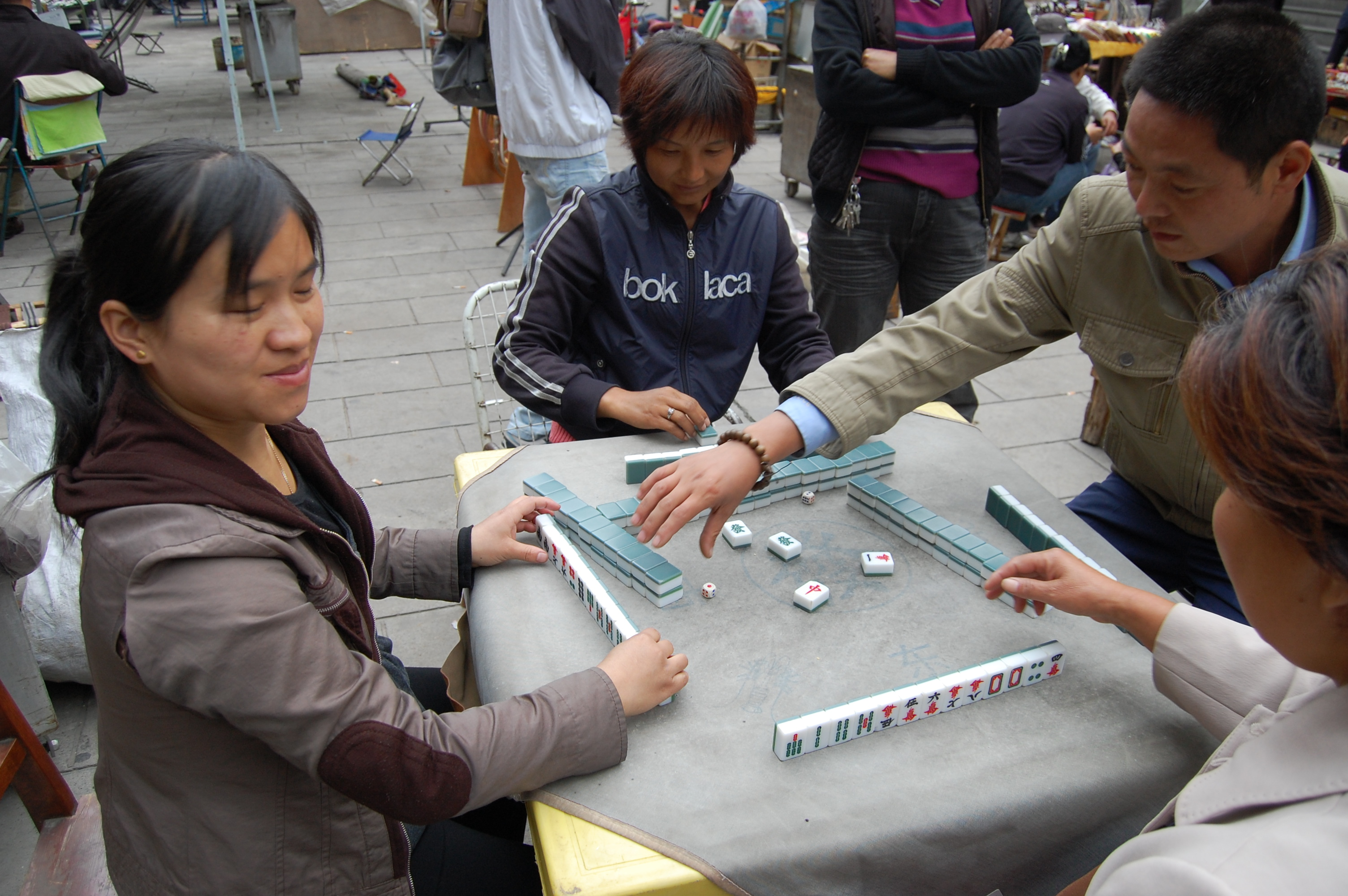
Vier im Freien spielende Personen, Lanzhou 2009

Joseph Park Babcock (1893–1949), ein amerikanischer Reisender in der Republik China, verfasste in den 1920er Jahren ein Regelwerk basierend auf unterschiedlichen Varianten, die er kennengelernt hatte, und brachte das Spiel in die USA. Babcock gab ihm den Namen MAH-JONGG (in dieser Schreibweise) – den er als Marke eintragen ließ. Um den Markenschutz nicht zu verletzen, wurde diese Schreibung vielfältig variiert. Dieser im Westen gebräuchliche Name bezeichnet einen Sperling, der auf dem Spielstein Bambus-Eins abgebildet ist.
Babcock bezeichnet Mah-Jongg im Vorwort zu seinem Red Book als eine eigene Entwicklung, basierend auf dem alten chinesischen Spiel, das seinerseits – zumindest sein Ursprung – Jahrhunderte alt sei („The Chinese game itself was a gradual development of centuries of play in China“). Als Entstehungsort nennt er an anderer Stelle die Stadt Ningpo (heute Ningbo) oder die Provinz Fukien (heute Fujian). Möglicherweise irrte sich Babcock bezüglich des tatsächlichen Alters; der Vermarktung war es sicher zuträglich, Mah-Jongg als sehr altes Spiel auszugeben (dazu H. F. Müllers Spiel Glocke und Hammer).
Es wurde behauptet, es habe das Spiel schon vor 4.000 Jahren zur Zeit der Shang-Dynastie gegeben oder Mah-Jongg sei lange Zeit dem einfachen Volk verboten und nur der Oberschicht vorbehalten gewesen. Tatsächlich entstand Mah-Jongg erst in der zweiten Hälfte des 19. Jahrhunderts. Die ältesten erhaltenen Spiele datieren um 1870, die ältesten schriftlichen Hinweise aus dem Jahr 1890. Das Mah-Jongg-Spiel verbreitete sich rasch in China und Japan. Nachdem Babcock das Spiel in den USA bekanntgemacht hatte, erlangte Mah-Jongg weltweite Popularität – vergleichbar dem Canasta in den 1950er Jahren.
Es wurden eigens Fabriken gegründet, um die Nachfrage nach Mah-Jongg-Spielen zu befriedigen, zumal das Gerücht umging, importierte Spiele wären mit Viren verseucht. In Deutschland wurde das Spiel eingeführt durch F. Ad. Richter & Cie, Baukastenfabrik, Rudolstadt (Gebrauchsmusterschutz Nr. 722354 v. 6. November 1919). Ein weiterer Mah-Jongg-Hersteller in Deutschland wurden die Hamburger Nordicus-Golconda Werke. Es gab Mah-Jongg-Zeitschriften, in vielen amerikanischen Städten wurden Mah-Jongg-Turniere veranstaltet. In New York wurde 1937 die National Mah Jongg League gegründet, die einheitliche Regeln festzulegen versuchte.
Doch bereits wenige Jahre später verschwand Mah-Jongg wie eine Mode und ebenso schnell, wie sie gekommen war. Das Spiel ist in China und Japan überaus populär, außerhalb der beiden Länder gibt es nur einen kleinen Kreis von Interessenten.
Von den Regeln her kann Mah-Jongg als eine Variante des Kartenspiels Rummy verstanden werden, von dem es ebenfalls eine Variante mit Spielsteinen gibt. Dann wird Mah-Jongg mit „chinesischen“ Spielkarten statt mit französischem Blatt gespielt. Es gibt jedoch keine Hinweise, dass sich das Rummy-Spiel aus dem Mah-Jongg entwickelt hätte oder umgekehrt. Die Abstammung von einem (hypothetischen) gemeinsamen Vorfahren ist nicht erwiesen.

## Die Spielsteine
Mah-Jongg-Spiele sind in den verschiedensten Ausführungen erhältlich. Die Spielsteine sind bei den besseren Spielen aus zwei Teilen gearbeitet, die Bilder auf den Vorderseiten sind mit Sticheln in einen kleinen Block aus Bein – früher Elfenbein – eingraviert und koloriert, die Rückseiten sind aus Bambus und diese beiden Teile sind üblicherweise nicht einfach verklebt, sondern verzinkt. Die Steine preisgünstigerer Spiele sind aus bedrucktem Holz oder aus Kunststoff gefertigt. Es gibt auch Mah-Jongg-Kartenspiele.
Ein Mah-Jongg-Spiel besteht aus 136 oder 144 Spielsteinen, die Ziegel genannt werden:
- 108 Ziegel der drei Grundfarben (Farbziegel):
  - Bambus (索子 suǒzi)

  - Zahl (萬子 wànzi)

  - Kreis oder Münze (筒子 tǒngzi)

In jeder der drei Farben gibt es Ziegel mit den Nummern eins bis neun, jeder Stein ist vierfach vorhanden. Die Steine mit den Nummern eins und neun heißen Randziegel.
Das Farbsymbol Kreis stellt eine Münze dar. Chinesische Münzen hatten in der Mitte ein Loch, um sie auf Bändern aufreihen zu können. Größere Beträge wurden in Form von entsprechend zusammengebundenen Münzen übergeben. Das Farbsymbol Bambus stellte ursprünglich eine solche Münz-Stange dar. Auf der „Bambus-Eins“ ist der Sperling abgebildet, nach dem das Spiel seinen Namen erhielt.
Die Ziegel der Farbe Zahl zeigen oben die chinesischen Ziffern 1 bis 9 (一 二 三 四 伍 六 七 八 九), darunter das chinesische Zahlzeichen 萬 wàn für 10.000 (Myriade).
- 28 Ziegel der Trumpffarbe (Trumpfziegel oder Farblose Ziegel):
  - Vier Winde (Ostwind 東 dōng, Südwind 南 nán, Westwind 西 xī, Nordwind 北 běi)

  - Drei Drachen (rot – C: 紅中,  hóng zhōng d1, grün – F: 青發,  qīng fā d2 und weiß – P: 白板,  bái bǎn d3)
 oder

Diese Steine sind vierfach vorhanden. Die Steine für weiße Drachen zeigen entweder einen blauen Rahmen oder sind gänzlich unbemalt (ein weißer Drachen auf weißem Stein ist unsichtbar). Die Buchstaben C, F und P, die in einigen Ausführungen in einer Ecke der Drachenziegel angebracht sind, gehen auf die Wade-Giles-Umschrift der Zeichen 中 chung d1, 發 fa d2 und 白 pai d3 zurück.
Die Bezeichnung Trumpffarbe für die Wind- und Drachenziegel ist irreführend, da es beim Mah-Jongg keine Stiche gibt.
Anmerkungen:
d1 Nach Wade-Giles-Umschrift Hung Chung – C – (紅中,  hóngzhōng,  hung chung, Jyutping hung4zung1, englisch red Centre, red central – „rote Mitte, rotes Zentrum“)
d2 Nach Wade-Giles-Umschrift Ching Fa – F – (青發,  qīngfā,  ch`ing fa, Jyutping cing1faat3, englisch green Flourishing, green prospering – „grün florierend, grün prosperierend“)
d3 Nach Wade-Giles-Umschrift Pai Pan – P – (白板,  báibǎn,  pai pan, Jyutping baak6baan2, englisch blank Plate, white Board – „leere Platte, weiße Tafel“)
- 8 Ziegel der Hauptfarbe
  - Vier Blumen (Pflaume 梅 méi, Orchidee 蘭 lán, Chrysantheme 菊 jú, Bambus 竹 zhú)
 oder  oder 
  - Vier Jahreszeiten (Frühling 春 chūn, Sommer 夏 xià, Herbst 秋 qiū, Winter 冬 dōng)
 oder  oder

Die Ziegel der Hauptfarbe sind nur jeweils einfach vorhanden. Sie werden auch Glücksziegel oder Hasardziegel genannt und sind häufig sehr kunstvoll gestaltet. Die Verwendung dieser Ziegel im Spiel ist optional, daher können sie in manchen Ausführungen des Spiels auch fehlen.
- Amerikanische Mah-Jongg-Spiele enthalten außerdem noch acht Joker-Ziegel, also insgesamt 152 Steine. Darüber hinaus sind häufig noch vier weitere unbemalte Steine als Reserve enthalten.

- Zum Spiel gehören ferner zwei bis vier Würfel. Chinesische Würfel sind weiß, die Eins und die Vier sind rot, die übrigen Zahlen durch schwarze Augen dargestellt. Viele Spiele enthalten zusätzliches Spielmaterial, beispielsweise Zahlstäbchen oder Spielmarken. Es gibt Leisten, wie sie beim Domino verwendet werden, damit die Spielsteine nicht umfallen. Manchen Spielen sind vier Platzsteine beigefügt, die mit den chinesischen Zeichen der vier Himmelsrichtungen bedruckt sind.

## Die Spielregeln

### Allgemeines
Mah-Jongg wird in unzähligen Regelvarianten von Chinese Traditional bis Jewish American gespielt. Die folgende Anleitung beschreibt die Hua Bao Rules, welche bis auf wenige Unterschiede den Regeln von Joseph P. Babcock entsprechen und den gemeinsamen Kern der mannigfaltigen Varianten darstellen. Diese ist die in Europa gängige Spielweise.
In der Standard-Variante wird mit 136 Steinen gespielt, die acht Ziegel der Hauptfarbe werden nicht verwendet.

### Spielvorbereitungen

#### Die Sitzordnung
Vor Beginn einer Partie stehen die vier Spieler an den vier Seiten eines quadratischen Tisches. Der älteste Spieler mischt verdeckt die vier Platzsteine und stapelt sie aufeinander. Sodann wirft er zwei Würfel und zählt die Augensumme gegen den Uhrzeigersinn ab, wobei er bei sich selbst zu zählen beginnt. Der solcherart bestimmte Spieler nimmt den obersten Platzstein, der nächste den zweiten usw.
Die Spielfläche des Tisches wird als Himmelskarte interpretiert. Der Spieler, der den Platzstein Ostwind erhält, wird Spielleiter im ersten Spiel und bleibt an seinem Platz, Westwind setzt sich gegenüber, Südwind zur Rechten (!) von Ostwind und Nordwind zur Linken.

#### Die Mauer

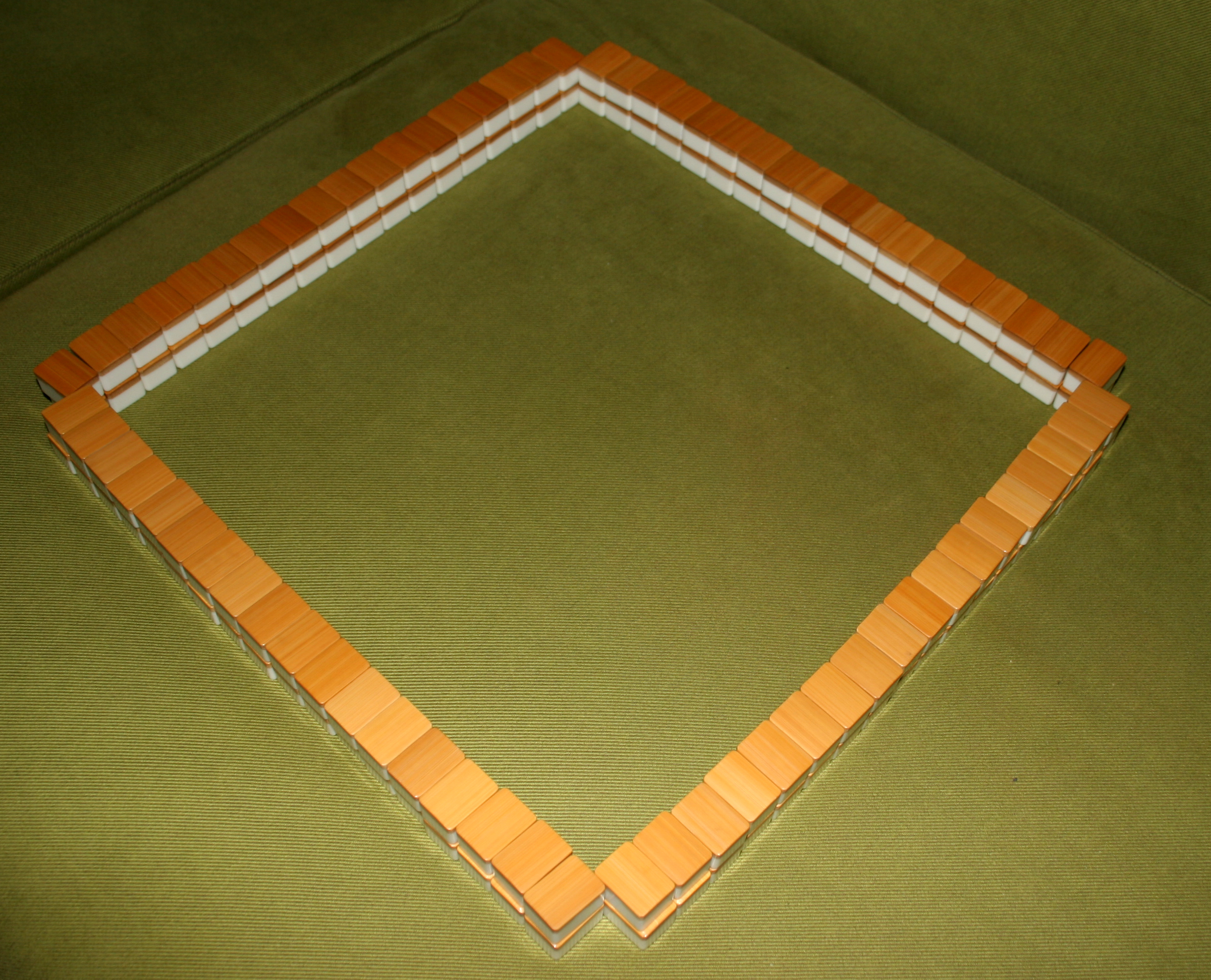
Die „Chinesische Mauer“, wie sie im Westen genannt wird

Die Ziegel werden verdeckt auf dem Tisch gemischt. Anschließend baut jeder der vier Spieler eine Seite der Mauer, indem er 34 der Ziegel verdeckt nimmt und zu einer 17 Ziegel langen und zwei Ziegel hohen Mauer anordnet. Wird mit Blumen- und Jahreszeitenziegeln gespielt, so nimmt jeder Spieler 36 Ziegel und die Breite der Mauer beträgt 18 Stapel (siehe Blumen- und Jahreszeitenziegel). Die vier Mauerstücke werden zusammengeschoben, so dass sie sich an den Ecken berühren und ein Quadrat bilden. Außerhalb der asiatischen Länder wird dies manchmal Chinesische Mauer genannt.
Nun wirft Ostwind die zwei Würfel und zählt wie vorhin, bei sich selbst beginnend, die Augensumme gegen den Uhrzeigersinn an den Spielern ab. Der so bestimmte Spieler wirft ebenfalls beide Würfel und zählt die Augensumme beider Würfe zusammen. Ostwind zählt am rechten Ende der vor ihm befindlichen Mauer beginnend im Uhrzeigersinn der Gesamtsumme entsprechend Ziegelstapel ab. Eventuell setzt er die Zählung mit Ziegeln aus der Mauer seines linken Nachbarn fort. Den so bestimmten Stapel nimmt er heraus (Mauerdurchbruch) und stellt ihn auf den Stapel rechts neben der entstandenen Lücke.
Die herausgenommenen Steine heißen lose Ziegel und markieren das tote Ende der Mauer, das Ende links der Lücke ist das lebende Ende der Mauer. Gezogen werden die Steine regulär vom lebenden Ende der Mauer. Vom toten Ende werden dagegen nur Ersatzziegel (siehe unten) genommen, beginnend mit den beiden losen Ziegeln. Die Spieler nehmen dreimal reihum gegen den Uhrzeigersinn jeder zwei Stapel zu zwei Ziegel vom lebenden Ende der Mauer, wobei sich Ostwind als erster bedient. Zuletzt nimmt jeder Spieler noch einen weiteren, dreizehnten, und Ostwind außerdem einen vierzehnten Ziegel.

### Das Ziel des Spiels

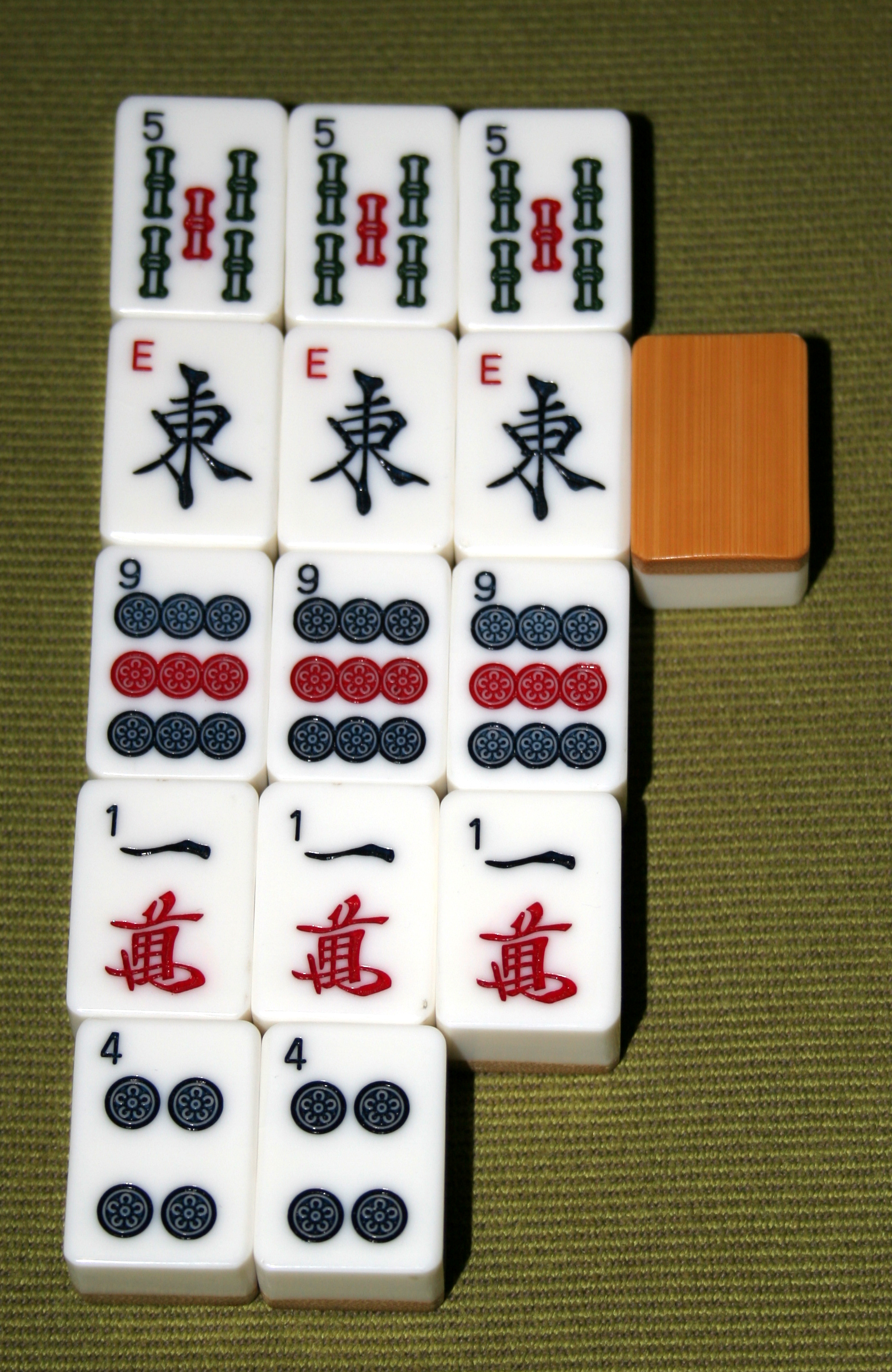
Ein vollständiges Spielbild

Jeder der vier Spieler versucht, durch Ziehen und Abwerfen von Steinen seine ursprüngliche Hand zu verbessern und ein vollständiges Spielbild aus möglichst wertvollen Figuren zu formen. Steine werden von der Mauer gezogen oder nach Abwurf eines anderen Spielers aufgenommen. Hat ein Spieler ein vollständiges Spielbild bestehend aus vier Figuren und schließlich einem Paar gebildet, so darf er „Mah-Jongg“ rufen und das Spiel beenden. Die vier Figuren können wahlweise Drillinge, Vierlinge oder Folgen sein.

### Die Figuren

#### Paare
Ein Paar besteht aus zwei gleichen Steinen, z. B. zweimal Bambus-Fünf oder zwei grüne Drachen etc.
Um Mah-Jongg rufen zu können, ist ein vollständiges Spielbild nötig, in diesem muss genau ein Paar, das Schlusspaar (將,  jiàng, manchmal 眼,  yǎn), enthalten sein. Zur Vervollständigung eines Paares darf ein abgelegter Stein nur aufgerufen werden, wenn gleichzeitig Mah-Jongg gerufen wird.

#### Drillinge (Pong)
Ein Pong (碰,  pèng) besteht aus drei gleichen Steinen. Wird ein Pong ausschließlich aus Ziegeln der ursprünglichen Hand oder von der Mauer gezogenen Ziegeln gebildet, so handelt es sich um einen verdeckten Pong, der nicht gemeldet werden muss. Wird er dennoch aufgedeckt, so sollte er durch ein Umdrehen eines der Steine als eigentlich verdeckt markiert werden.
Besitzt ein Spieler ein Paar und wird der dritte Stein von einem beliebigen anderen Spieler abgelegt, so darf der Spieler diesen Stein mit dem Ruf „Pong“ aufrufen. Er legt sein Paar und den aufgerufenen Ziegel offen vor sich auf den Tisch und besitzt einen offenen Pong.
In den 1970er und 1980er Jahren wurde im deutschsprachigen Raum statt Pong oftmals der Begriff Pon verwendet. Auch in dem 1982 erschienenen Anleitungsbuch von Ursula Eschenbach ist durchgehend von Pon, Kan und Chii die Rede. Die Begriffe Pon (jap. ポン, 碰 pon), Kan (カン, 槓, 杠 kan) oder Chii (チー, 吃 chī) stammen aus der japanischen Spielart des Riichi Mahjong (リーチ麻雀, 立直マージャン rīchi mājan).

#### Vierlinge (Kong)
Ein Kong (槓 / 杠,  gàng) besteht aus vier gleichen Steinen.
Wird ein Kong ausschließlich aus Steinen der ursprünglichen Hand und von der Mauer gezogenen Ziegeln gebildet, so sollte der Spieler einen verdeckten Kong melden. Tut er dies nicht, so kann er keinen Ersatzziegel aus der Mauer ziehen, der bei Kongs notwendig ist, um ein komplettes Spielbild zu erreichen. Wird das Spiel beendet, bevor der Spieler den Vierling meldet, so wird der verdeckte Kong als verdeckter Pong gewertet.
Ein verdeckter Kong muss nicht sofort gemeldet werden, sondern kann auch später herausgelegt werden, wenn der Spieler erneut am Zug ist.
Bei der Meldung werden die vier Steine offen ausgelegt und zum Zeichen, dass es sich um einen verdeckten (auch: „halbverdeckten“, oder „aus der Hand gemeldeten“) Kong handelt, werden die beiden äußeren Steine mit der Rückseite nach oben gelegt.
Hält ein Spieler drei gleiche Steine in der Hand – also einen verdeckten Pong – so darf er, wenn ein Spieler den vierten Stein ablegt, diesen Ziegel mit dem Ruf „Kong“ für sich beanspruchen und erhält so einen offenen Kong.
Hat ein Spieler bereits einen offenen Pong gemeldet und wird der fehlende vierte Stein von einem anderen Spieler abgelegt, so kann dieser Ziegel nicht zur Komplettierung des Kongs aufgerufen werden.
Hat ein Spieler bereits einen Pong gemeldet und zieht er den fehlenden vierten Stein von der Mauer, so darf er ihn an den Pong anlegen und besitzt damit einen offenen Kong. In dieser Situation kann es zu einer Beraubung des Kong kommen. Der von der Mauer gezogene Stein kann von einem anderen Spieler für sich gefordert werden, wenn er damit „Mah-Jongg“ rufen kann.
Sobald ein Spieler einen offenen oder verdeckten Kong meldet, muss er einen Ersatzziegel vom toten Ende der Mauer ziehen.

#### Folgen (Chow)
Ein Chow (吃,  chī, manchmal 上,  shàng) ist eine Sequenz aus genau drei aufeinanderfolgenden Steinen einer Grundfarbe; Sequenzen aus mehr als drei Steinen sind nicht gestattet.
Ein Chow aus Steinen der Trumpffarbe ist nicht möglich.
Ein abgelegter Stein kann von einem Spieler mit „Chow“ aufgerufen werden, wenn der Spieler unmittelbar zur Rechten desjenigen Spielers sitzt, der den betreffenden Stein abgelegt hat. Der aufrufende Spieler legt dann die damit gebildete Folge offen.
Ein anderer Spieler kann nur dann einen abgelegten Stein für eine Folge aufrufen, wenn er gleichzeitig Mah-Jongg ruft.
Folgen, die aus Steinen der ursprünglichen Hand bzw. aus gezogenen Steinen gebildet werden, können bis zum Spielende verdeckt bleiben.

### Spielablauf
Mah-Jongg wird gegen den Uhrzeigersinn gespielt. Nachdem sich Ostwind seine 14 Ziegel genommen hat, beginnt er das Spiel, indem er nach einer eventuellen Meldung einen Stein offen in der Mitte des Tisches ablegt, dabei nennt er dessen Namen.
Wenn kein Spieler den abgelegten Stein aufruft, so zieht der rechte Nachbar einen Stein vom lebenden Ende der Mauer, meldet, wenn er möchte, eine oder mehrere Figuren und legt zuletzt einen Stein ab.
Wird ein Stein abgelegt, so ist er tot, er bleibt offen in der Mitte des Tisches liegen und der nächste Spieler kann einen Chow spielen, sowie jener und alle weiteren Spieler einen Pong oder einen Kong. Danach ist der Stein nicht mehr für das Spiel verfügbar beziehungsweise aufnehmbar.
Wird ein Stein von einem Spieler aufgerufen, so nimmt der Spieler den abgelegten Stein und muss die betreffende Figur offen auflegen. Danach wirft er einen Stein ab, und das Spiel wird mit diesem Spieler fortgesetzt. Auf diese Weise können auch Spieler übergangen werden: Legt beispielsweise Südwind einen Stein ab, der von Nordwind gerufen wird, so wird Westwind übersprungen.
Wird ein Ziegel von mehreren Spielern gerufen, so gilt folgende Rangordnung: Benötigt ein Spieler den Stein für einen Mah-Jongg-Ruf, so hat er Vorrang gegenüber einem Kong- oder Pong-Ruf und diese wiederum haben Vorrang vor einem Chow.
Auf diese Weise setzt sich das Spiel solange fort, bis
- ein Spieler Mah-Jongg ruft oder
- die Mauer bis auf 14 Ziegel – also sieben Stapel – abgebaut ist.

Im letzteren Fall wird das Spiel nicht gewertet, die Steine werden erneut gemischt und das Spiel mit unveränderten Rollen wiederholt.

### Die Bewertung der Spielbilder (Hua Bao Rules)
Die Bewertung der Spielbilder setzt sich aus folgenden Teilen zusammen.

#### Punktewerte der Spielfiguren

##### Paare
- Ein Paar Drachen zählt zwei Punkte.
- Besitzt ein Spieler ein Paar des Platzwinds (also des eigenen Winds, z. B. der Südwind-Spieler zwei Südwind-Ziegel), so erhält er dafür zwei Punkte.
- Andere Paare zählen null Punkte.

##### Drillinge (Pongs)
- Ein offener Drilling von Steinen mit den Nummern 2, 3, 4, 5, 6, 7 oder 8 zählt zwei Punkte.
- Ein offener Drilling von Steinen mit den Nummern 1 oder 9, Winden oder Drachen zählt vier Punkte.

Verdeckte Kombinationen zählen das Doppelte.
- Ein in der Hand gehaltener Drilling von Steinen mit den Nummern 2, 3, 4, 5, 6, 7 oder 8 zählt vier Punkte.
- Ein in der Hand gehaltener Drilling von Steinen mit den Nummern 1 oder 9, Winden oder Drachen zählt acht Punkte.

##### Vierlinge (Kongs)
Ein Kong zählt viermal so viel wie der entsprechende Pong.
- Ein offener Vierling von Steinen mit den Nummern 2, 3, 4, 5, 6, 7 oder 8 zählt acht Punkte.
- Ein offener Vierling von Steinen mit den Nummern 1 oder 9, Winden oder Drachen zählt 16 Punkte.
- Ein verdeckter (halbverdeckter) Vierling von Steinen mit den Nummern 2, 3, 4, 5, 6, 7 oder 8 zählt 16 Punkte.
- Ein verdeckter (halbverdeckter) Vierling von Steinen mit den Nummern 1 oder 9, Winden oder Drachen zählt 32 Punkte.

##### Folgen (Chows)
- Folgen zählen null Punkte.

#### Prämienpunkte für den Mah-Jongg-Ruf
Der Mah-Jongg-Rufer erhält eine zusätzliche Prämie von 10 (häufig 20) Punkten gutgeschrieben.

#### Beraubung des Kong
Wenn ein Spieler zu einem offenen Pong (z. B. drei Bambus-5-Ziegel) den passenden vierten Stein von der Mauer zieht und den Pong so zum offenen Kong ergänzen möchte, kann ein anderer Spieler diesen vierten Stein für sich fordern, wenn er damit „Mah-Jongg“ rufen kann. Für diese Beraubung des Kong erhält er einen zusätzlichen Bonus von 10 Punkten.

#### Verdopplungen
Nach der Bewertung der einzelnen Figuren darf ein Spieler den Punktewert eventuell noch ein oder mehrere Male verdoppeln. Die Verdopplungen werden nacheinander gerechnet, zweimaliges Verdoppeln vervierfacht beispielsweise den ursprünglichen Wert des Spielbildes.
Die folgenden Bedingungen erlauben jeweils eine Verdopplung:
- Der Spieler besitzt einen Drilling oder Vierling des eigenen Windes.
- Der Spieler besitzt einen Drilling oder Vierling von Drachen.

Für den Mah-Jongg-Rufer gilt zusätzlich:
- Besteht das Spielbild abgesehen von Wind- und Drachenziegeln ausschließlich aus Ziegeln einer Grundfarbe, so hat er ein unreines Farbenspiel gewonnen und darf seinen Punktewert einmal verdoppeln.
- Besteht das Spielbild des Mah-Jongg-Rufers ausschließlich aus Ziegeln einer Grundfarbe und enthält es weder Wind- noch Drachenziegel, so hat er ein reines Farbenspiel gewonnen und darf seinen Punktewert dreimal verdoppeln, also verachtfachen.

#### Limit
Infolge der mannigfachen Verdopplungen können die Punktezahlen der Spielbilder sehr große Werte erreichen, sodass üblicherweise ein Limit vereinbart wird. Dieses beträgt meist 300 oder 500 Punkte. Übersteigt der errechnete Punktewert das vereinbarte Limit, so wird das Spielbild nur mit diesem Höchstwert gezählt.
Besteht das Spielbild des Mah-Jongg-Rufers ausschließlich aus Ziegeln der Trumpffarbe, also nur aus Wind- und Drachenziegeln, so wird diese Hand mit dem Punktemaximum bewertet.
Kann Ostwind sofort nach Aufnehmen seiner Ziegel Mah-Jongg rufen, so besitzt er den Segen des Himmels und erhält das Punktemaximum gutgeschrieben. Kann ein anderer Spieler den ersten von Ostwind abgelegten Stein aufrufen und damit Mah-Jongg erklären, so ist dies der Segen der Erde und der Spieler erhält die Hälfte des Limits gutgeschrieben.

### Die Abrechnung
Haben alle Spieler den Wert ihrer Spielbilder ermittelt, so erfolgt die Abrechnung.
- Wenn Ostwind Mah-Jongg ruft, so nennt er den Wert seines Spielbildes und erhält von den drei übrigen Spielern das Doppelte dieser Punktezahl erstattet.
- Wenn ein anderer Spieler Mah-Jongg ruft, so nennt er den Wert seines Spielbildes und erhält vom Ostwind das Doppelte dieser Punktezahl ausbezahlt, von den übrigen Spielern den einfachen Wert.
- Nach der Abrechnung mit dem Mah-Jongg-Rufer verrechnen die drei übrigen Spieler ihre Punktezahlen; der Spieler mit der höchsten Punktezahl erhält von den beiden übrigen Spielern die jeweilige Differenz ausbezahlt, der Spieler mit der zweithöchsten erhält die Differenz vom dritten. Der Ostwind erhält oder bezahlt den doppelten Betrag.

### Blumen- und Jahreszeitenziegel
Wird Mah-Jongg mit 144 Steinen, also einschließlich der Steine der Hauptfarbe (der Blumen- und Jahreszeitenziegel), gespielt, so besteht jede Seite der Mauer aus 18 Ziegelstapeln. Sobald ein Spieler zu Beginn eines Spieles seine Steine aufnimmt, legt er seine Blumen- und Jahreszeitenziegel offen vor sich und zieht dafür einen Ersatzziegel vom toten Ende der Mauer; ebenso wird verfahren, wenn ein Spieler einen solchen Stein von der Mauer kauft.
Die Ziegel der Hauptfarbe sind den vier Winden zugeordnet: Nr. 1 gilt für den Ostwind, Nr. 2 für den Südwind, Nr. 3 für den Westwind und Nr. 4. für den Nordwind. Bei der Bewertung der Spielbilder zählen Blumen- und Jahreszeitenziegel:
- Punktewerte:
  - Jeder Stein der Hauptfarbe zählt vier Punkte.
- Verdopplungen
  - Besitzt ein Spieler einen Stein der Hauptfarbe, der seinem Wind entspricht (also z. B. der Spieler des Südwindes einen Stein mit der Nummer 2), so darf er den Wert seines Spielbildes einmal verdoppeln.
  - Besitzt ein Spieler beide seinem Wind zugehörigen Ziegel, so darf er den Wert seines Spielbildes zweimal verdoppeln.
  - Besitzt ein Spieler einen Blumenstrauß, gemeint ist alle vier Blumenziegel oder alle vier Jahreszeiten, so darf er den Wert seines Spielbildes zweimal verdoppeln (entsprechend der Verdoppelung für einen Ziegel des eigenen Windes und der Verdoppelung für einen Kong).
  - Besitzt ein Spieler alle acht Ziegel der Hauptfarbe, so darf er den Wert seines Spielbildes insgesamt vier Mal verdoppeln.

### Runden und Partien
Wenn Ostwind Mah-Jongg rufen kann, so bleibt er im nächsten Spiel weiter Ostwind und auch die übrigen Positionen bleiben unverändert. Wenn ein anderer Spieler Mah-Jongg ruft, so übernimmt der bisherige Südwind die Rolle von Ostwind, und die Positionen wechseln um einen Platz gegen den Uhrzeigersinn.
Eine Runde ist beendet, sobald der Spieler, der im ersten Spiel die Position des Nordwindes innehatte, ein Spiel als Ostwind verliert – es würde Ostwind des ersten Spieles wiederum zu Ostwind. Eine Runde besteht aus mindestens vier Spielen.
Wird nicht nur eine einzelne Runde gespielt, sondern eine Partie vereinbart, so besteht diese aus vier Runden. In der ersten Runde, der Ostwindrunde, ist Ost der vorherrschende Wind (Rundenwind); in der zweiten Runde (Südwindrunde) herrscht Südwind vor, die dritte Runde ist die Westwindrunde und die vierte die Nordwindrunde.
Der vorherrschende Wind ist bei der Abrechnung des Spielbildes von Bedeutung:
- Punktewerte
  - Ein Paar des vorherrschenden Windes zählt zwei Punkte.
  - Ein Paar des eigenen Windes zählt, falls dieser Wind vorherrscht, vier Punkte: Besitzt z. B. der Westwind-Spieler in der Westwind-Runde zwei Westwind-Ziegel, so darf er dieses Paar sowohl als Platzwind als auch als Rundenwind zählen und mit vier Punkten bewerten.
- Verdopplungen
  - Bei einem Pong oder Kong des vorherrschenden Windes wird der Wert des Spielbildes einmal verdoppelt.
  - Bei einem Pong oder Kong des eigenen Windes, falls dieser Wind vorherrscht, wird der Wert des Spielbildes zweimal verdoppelt.

Um die einzelnen Spiele und Runden mitzuzählen, wird eine kleine Dose (Mingg)verwendet. Diese stellt der jeweilige Spieler des Ostwindes vor sich auf den Tisch, der Platzstein des vorherrschenden Windes wird oben auf die Mingg gelegt.
Vor einer weiteren Partie werden die Sitzplätze neu gelost, meist werden nicht mehr als zwei Partien gespielt.

### Varianten
Im traditionellen chinesischen Spiel werden bestimmte Spielbilder mit dem Punktemaximum (Limit) bewertet. Im Folgenden seien einige der gebräuchlichsten Bilder namentlich angeführt, die teilweise bereits Babcock in seinem Red Book von 1920 angeführt hat und die als klassisch chinesisch anzusehen sind.
- Das Neun-Laternen-Spiel
- Die vier Freunde
- Die drei großen Gelehrten
- Das Vier-Kong-Spiel
- Das Eckstein-Spiel
- Die himmlischen Zwillinge
- Die irdischen Zwillinge
- Die Himmelsleiter
- Die grüne Hand (Kaiserliche Jade)
- Die sich windende Schlange

Die poetischen Namen dieser Spielbilder trugen sicher zur Popularität des Spiels in den 1920er Jahren wesentlich bei, als jedoch vor allem in den USA unzählige neue special hands erfunden wurden und das Regelwerk immer komplizierter wurde, mag diese Vielzahl von Sonderregeln zum plötzlichen Verschwinden des Mah-Jongg-Spieles geführt haben. Das moderne Mah-Jongg, so wie es 1998 von der staatlichen Sportkommission Chinas offiziell als 255. Sportart anerkannt wurde, ist eine Weiterentwicklung der klassischen Spielweise, ähnlich wie das Bridge-Spiel aus dem älteren Whist hervorgegangen ist.
Die offiziellen Regeln dieser modernen Spielweise finden bei internationalen Turnieren wie Welt- und Europameisterschaften Anwendung. In der Rangliste der European Mahjong Association werden nur Ergebnisse berücksichtigt, die aufgrund dieser Spielregeln erzielt wurden.

## Mah-Jongg als Computerspiel
Der finnische Hersteller Lagarto bietet eine kostenpflichtige Windows-Version des traditionellen Mah-Jongg namens Four Winds an. Ein Spieler kann gegen drei durch die Software nachgebildete Spieler antreten. Ebenso können über ein Netzwerk mehrere reale Spieler gegeneinander oder gegen die Software antreten. Es kann nach verschiedenen Regeln gespielt werden. Das KDE-Projekt enthält eine kostenfreie Version von Mah-Jongg, die Kajongg genannt wird.
In verschiedenen Teilen der Yakuza-Spieleserie, wie zum Beispiel Yakuza 0 ist die japanische Variante von Mah-Jongg (Riichi Mahjong) als Minispiel vorhanden.
Für iPhone und iPad gibt es im Apple App Store unter dem Namen Mahjong! von POK-Software eine traditionelle Version, die bis zu 3 Mitspieler simuliert.

### Online-Plattformen
Es gibt zahlreiche Plattformen, auf denen man gegen andere Spieler antreten kann. Die folgenden Listen beschränken sich auf englischsprachige Produkte, die auch gratis gespielt werden können.

#### Verschiedene Regelsätze
- Mahjongsoft erlaubt Spiele in den Regelvarianten MCR, Riichi und SBR (Sichuan-Mahjongg) gegen andere Spieler zu spielen.[18]
- Mahjongtime bietet Spiele und Turniere in den Varianten MCR, Riichi, Hongkong und American an. Spiele kosten allerdings Dragon Chips, die man, wenn man mit den gratis zur Verfügung gestellten nicht auskommt, kaufen muss.[19]

#### Riichi-Mahjong (japanische Variante)
- Tenhou ist die älteste der populären Riichi-Mahjong-Plattformen. Sie ist grafisch schlicht gestaltet und zeichnet sich durch die hohe Spielstärke der Teilnehmer aus-[20]
- Mahjong Soul ist eine Plattform der chinesischen Softwarefirma Yo-Star. Sie ist grafisch deutlich aufwändiger gestaltet als beispielsweise Tenhou und verfügt mit Stand Mitte 2025 über den größten Spielerpool. Die Plattform bietet auch ein Gacha-System, um Charaktere zu erspielen, bzw. Lose für diese zu kaufen.[21][22]
- Riichi City ist eine von einem japanischen Hersteller produzierte Plattform, die Mahjong Soul optisch ähnelt. Sie verfügt ebenfalls über Gacha-Mechanismen, um Charaktere zu erspielen[23]

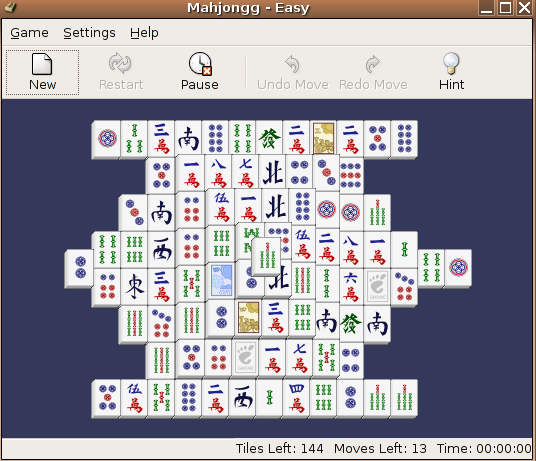
GNOME-Version von Mahjong Solitaire, Ubuntu-Linux 2006

### Mah-Jongg Solitaire
Viele andere als Mah-Jongg bezeichnete Computerspiele verwenden zwar digitalisierte Formen der Spielsteine, sind jedoch meistens Spiele für nur eine Person und ähneln von den Regeln einer Patience (Mah-Jongg Solitaire). Ab Mitte der 1980er Jahre wurde Mah-Jongg Solitaire zunächst unter dem Namen Shanghai als Computerspiel populär, nachdem die verbesserten grafischen Möglichkeiten des neuen Amiga-Computers erstmals eine ansprechende Darstellung dieses Spiels erlaubten.
Bei der beliebtesten Computerspiel-Variante liegen zu Spielbeginn alle 144 Steine auf dem Tisch, teils in mehreren Lagen übereinander. Traditionell werden die Spielsteine in der Figur eines Drachen oder einer Schildkröte aufgebaut, die Computerspielvarianten bieten oft viele verschiedene Startfiguren an. Ein einzelner Spieler muss paarweise alle 144 Steine vom Tisch nehmen. Ein Paar darf nur abgetragen werden, wenn beide Steine von keinem anderen Stein teilweise oder vollständig überdeckt sind und an zumindest einer Längsseite freiliegen. Während die Steine der Hauptfarben jeweils nur einmal vorkommen und keine Paare bilden können, dürfen die Blumenziegel und die Jahreszeitenziegel jeweils untereinander beliebig kombiniert werden, beispielsweise Pflaume mit Orchidee oder Winter mit Frühling. In einigen Varianten sind die Blumen- und Jahreszeitenziegel verdoppelt und dafür zum Ausgleich beispielsweise die Windziegel nur zweimal enthalten. Mitunter kommen die Jahreszeitenziegel doppelt vor und dafür keine Blumenziegel.

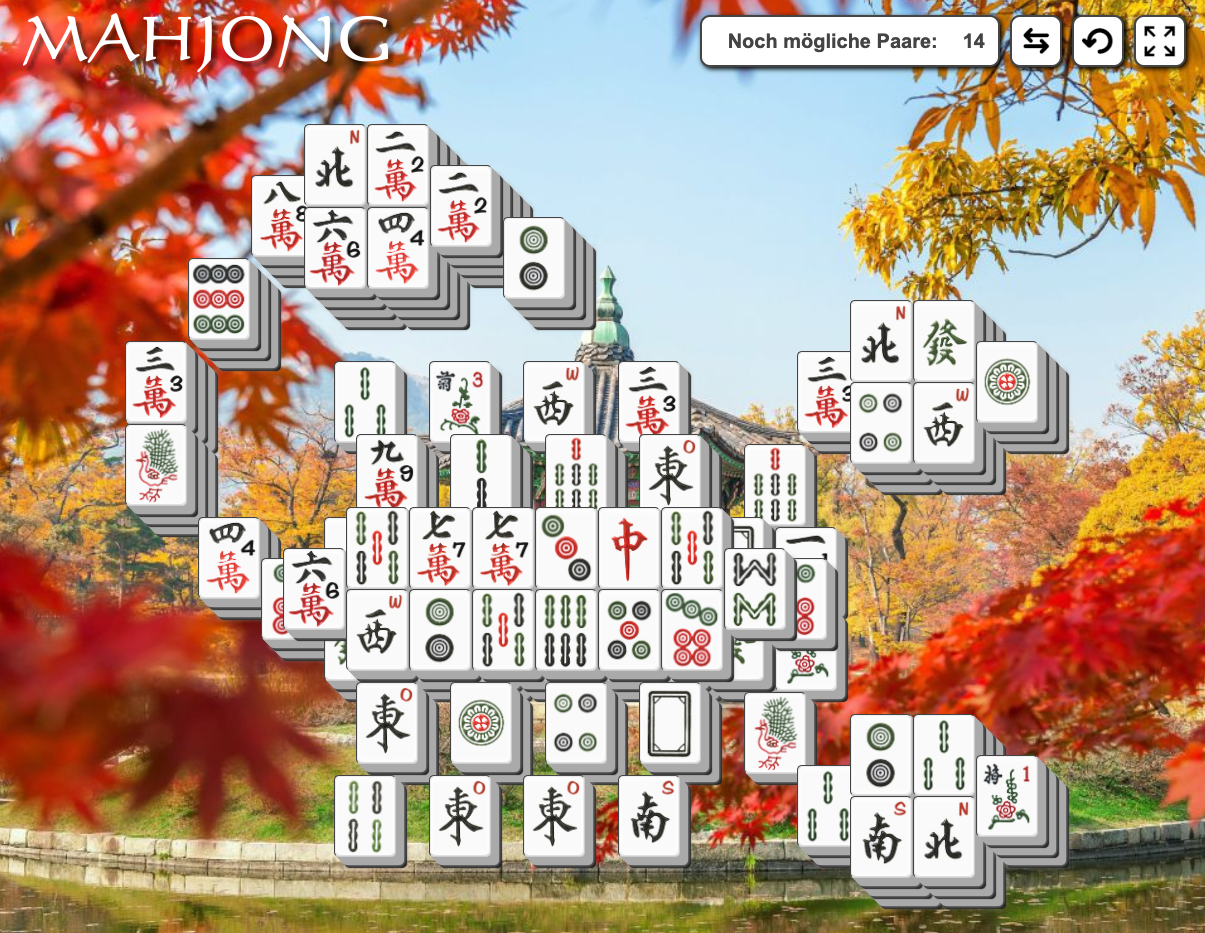
Online Variante – das „Mahjong Solitaire-Spiel“

Als Weiterentwicklung der Computerspiele gibt es heute Angebote auf dem Netz, auf denen Mahjong Solitaire online gespielt werden kann. Dabei handelt es sich in der Regel meist um die Spielvariante für Einzelspieler, aber durch Bestenlisten oder Wettkämpfe spielt man quasi gegen andere Mahjong-Spieler. Oft gibt es zusätzliche Funktionen, wie die Anzeige der noch verfügbaren Paare oder die Möglichkeit Spielzüge rückgängig zu machen.
Bei den Online-Varianten haben sich viele Spielarten jenseits der traditionellen Regeln etabliert. Zum Beispiel können beim Mahjong Connect die identischen Spielsteine nur ausgewählt werden, wenn zwischen ihnen eine Linie gezogen werden kann. Beim Mahjong Dimensions gibt es kein zweidimensionales Spielfeld, sondern die Spielsteine sind zu einem dreidimensionalen Objekt gefügt.

## Mah-Jongg in den Medien

### Mah-Jongg in Manga und Anime
In Japan entwickelte sich auf Grundlage des Spiels das Genre Mah-Jongg in Anime und Manga (siehe auch: Saki, Tobaku Mokushiroku Kaiji, Akagi, The Legend of Koizumi).

### Mah-Jongg in Film und Literatur
In dem Film Gefahr und Begierde, nach der gleichnamigen Kurzgeschichte von Eileen Chang, erzählt Ang Lee die Geschichte einer tragischen Liebesbeziehung zwischen einer Widerstandskämpferin und dem Geheimdienstchef der Kollaborationsregierung von Wang Jingwei. Bemerkenswert sind hier die zahlreichen kunstvoll inszenierten Mah-Jongg-Szenen, in denen die Widerstandskämpferin, gespielt von Tang Wei, auf die Ehefrauen der Regierungsmitglieder trifft.
Im Kriminalroman Sous les vents de Neptun (dt. „Der vierzehnte Stein“) von Fred Vargas (Frédérique Audoin-Rouzeau) nimmt das Spiel Mah-Jongg eine zentrale Rolle ein. Das Buch wurde 2008 verfilmt.